# Теофан Софийски
Теофан  (на гръцки: Θεοφάνης, Теофанис) е гръцки духовник от XVIII - XIX век, епископ на Вселенската патриаршия.

## Биография
Роден e на Хиос. След смъртта на митрополит Йеремия Софийски, през септември 1783 година в църквата „Свети Йоан Предтеча“ в Ксирокрини (Куручешме), е избран за софийски митрополит и заема престола в София през септември. В началото на управлението му има тежки зими, глад, а в 1797 година градът е разграбен от кърджалии. Теофан е добър владика и се задържа на престола 39 години. Поддържа кореспонденция с врачанските първенци Тошо Ценов и Димитър Хаджитошев.
Умира на 26 октомври 1822 година.